# ドウグラス・アウグスト・ソアレス・ゴメス
ドウグラス・アウグスト（Douglas Augusto）ことドウグラス・アウグスト・ソアレス・ゴメス（ポルトガル語: Douglas Augusto Soares Gomes、1997年1月13日 - ）は、ブラジルのサッカー選手。ポジションはMF。

## クラブ歴
リオデジャネイロに生まれ、2004年、7歳の時にフルミネンセFCの下部組織に加入した。2015年9月6日に行われたカンピオナート・ブラジレイロ・セリエAでスターティングメンバーとして出場し選手初出場を記録した。その後レギュラーとして活躍し、2016年2月には2021年まで契約を延長した。同年9月13日に初得点を記録した。
2018年にSCコリンチャンス・パウリスタに完全移籍、移籍金は推定100万ユーロであった。翌年にECバイーアに期限付き移籍した。
同年7月1日にPAOKテッサロニキに4年契約で完全移籍した。移籍金は推定300万ユーロ。
2023年8月13日、FCナントに4年契約で移籍した。

## 代表歴
2021年7月2日、東京オリンピックに臨むU-24代表に選出されたものの、怪我の為に辞退を余儀なくされた。